# 독립노농당
독립노농당(獨立勞農黨)은 1946년부터 1961년까지 활동한 대한민국의 아나키스트 계열 정당이다.
1946년 4월 함양군 안의면에서 개최된 전국 아나키스트 대표자 회의에서 선출된 단주 유림을 중심으로 하여 동년 7월 독립노농당이 창당되었다. 1961년 5.16 군사정변 이후 해산되었다.

## 같이 보기
- 한국의 아나키즘